# معهد بحوث سياسات المرأة

## تاريخه
قام هايدي هارتمان في عام 1986 بتأسيس معهد بحوث سياسات المرأة. وقد تم إبلاغ السياسة للمعهد عن طريق وضع حقائق عالية الجودة وذات صلة في أيدي الآلاف من القادة والمدافعين المحليين، مما زاد من قدرتهم على صياغة وتنفيذ التشريعات التي تعود بالنفع على المرأة وعلى الأسر. وقد  نشر المعهد مئات التقارير وصحائف الوقائع وأبحاث موجزة تضع النساء كنقطة محورية للتحليل. ويعد البحث بمثابة مورد موثوق به لصانعي السياسات، حيث يوفر خلفية لجداول أعمال السياسة الحالية والمستقبلية التي تؤثر على النساء في الولايات المتحدة وحول العالم. ويقوم المعهد ببحث قضايا العرق والحالة الاجتماعية والاقتصادية. بالإضافة إلى ذلك، تركز أبحاث المعهد بشكل خاص على السياسات التي تساعد أو تؤذي النساء في جهودهن لتحقيق المساواة الاجتماعية والاقتصادية والسياسية.

## مجالات البرنامج

### العمالة، التغيير الاقتصادي والتعليم
يفحص المعهد جودة الوظائف عبر مجموعة متنوعة من العمال وأنواع الوظائف المناسبة لهم، فضلاً عن إنتاج بحث لاستكشاف كيفية الوصول إلى مزايا العمل.
في المتوسط، دخل النساء أقل من الرجال في جميع المهن لذلك تتوفر البيانات الكافية لكل من الرجال والنساء لحساب نسبة الأرباح. ولذلك يتتبع المعهد فجوة الأجور بين الجنسين بمرور الوقت. وبالنظر إلى الفجوة الحالية في الأجور بين الجنسين، فإن التحصيل العلمي أمر بالغ الأهمية بالنسبة للمرأة، حيث تحتاج النساء إلى مزيد من التعليم للوصول إلى نفس متوسط مستويات الدخل مثل الرجال.

### الديمقراطية والمجتمع
يسعى المعهد إلى تحديد استراتيجيات ناجحة لتشجيع مشاركة المرأة في الحياة المدنية والسياسية من خلال تحليل البيانات على مجموعة واسعة من المؤشرات على المستوى المحلي ومستوى الولايات والمستوى الاتحادي.

### الفقر والرفاهية وتأمين الدخل
في جميع أنحاء العالم، تظهر الأبحاث أن النساء يكن أكثر فقرا من الرجال. لذا خدم المعهد قضايا فقر المرأة من خلال إنتاج بحث حول تأمين الدخل وتقديم اقتراحات لتحسين  التخطيط والسياسات التي تأخذ في الاعتبار رفاهية المرأة.

### العمل والأسرة
بالنسبة لمعظم الأميركيين، يسير العمل والأسرة جنبًا إلى جنب. لذا تعد برامج الرعاية والتعليم المبكرة ذات أهمية حاسمة لاقتصاد مزدهر، ليس فقط لأنها تسمح للآباء بالعمل، ولكن لأن قطاع رعاية الطفل كبير ويقوم بشراء العديد من السلع والخدمات. ولذلك يهدف معهد بحوث سياسات المرأة إلى تحسين الوصول إلى رعاية الطفل.

### الصحة والسلامة
المرأة لديها مخاوف عديدة عندما يتعلق الأمر بالصحة. ففي معظم الأحيان، تتخذ النساء غالبية القرارات المتعلقة بالرعاية الصحية لعائلاتهن، وهن مقدمات الرعاية الرئيسيات.
لذا يقوم المعهد باجراء أبحاث حول صحة المرأة وسلامتها وتوجيه القرارات السياسية من خلال تحديد التباينات بين الجنسين، والعنصرية في النتائج الصحية والحصول على خدمات الرعاية الصحية بالإضافة إلى تسليط الضوء على فرص تحسين هذه الخدمات.

## مشاريع ومبادرات معهد بحوث سياسات المرأة

### وضع المرأة في تقارير الدول
يقوم المعهد بتحليل البيانات المتعلقة بمجموعة واسعة من المؤشرات على المستوى المحلي ومستوى الولايات والمستوى الفيدرالي، بما في ذلك التركيبة السكانية، والأمن الاقتصادي، والتحصيل التعليمي، والحقوق الإنجابية، والمشاركة السياسية، والمشاركة المدنية، والحصول على الرعاية الصحية ودعم العمل من أجل نشر مجموعة من التقارير الشاملة، ويتم تقديم كل تقارير توصيات السياسة التي شكلتها نتائج البحوث لتلك الولاية أو المدينة أو المنطقة.

### المرأة والضمان الاجتماعي
من الأرجح أن تعتمد النساء على الضمان الاجتماعي لأن لديهم مصادر دخل بديلة أقل، وغالبًا ما يتجاوزن عمر أزواجهن، أو يُتركن لتربية الأطفال عندما يموت أزواجهن أو يصبحون معاقين. على وجه التحديد، تمثل النساء البالغات 57 في المائة من جميع المستفيدين من الضمان الاجتماعي الذين تبلغ أعمارهم 65 عامًا فما فوق. يقوم المعهد بإنتاج ونشر مواد لإبقاء النساء مشاركات في النقاش الدائر حول الضمان الاجتماعي ولضمان معالجة شواغل المرأة عند حدوث أي تغييرات في النظام أو في حالة حدوثها.

### مبادرة نجاح ولي الأمر الطلابي
تركز مبادرة نجاح أولياء الأمور الطلابية على دعم أولياء الأمور الطلاب ذوي الأطفال المعالين والذين يتابعون التعليم الجامعي، وتقوم مؤسسة بيل وميليندا جيتس بتمويل هذه المبادرة ومنح معهد بحوث سياسات المرأة الفرصة لبدء بحث جديد وتعزيز التواصل والتعاون بين المدافعين وواضعي السياسات والممارسين المستثمرين في نجاح أولياء أمور الطلاب في التعليم بعد المرحلة الثانوية.